# Naperville
Naperville  è una città degli Stati Uniti d'America, nella Contea di DuPage, nello Stato dell'Illinois. È stata fondata da Joseph Naper.
È la quinta città più grande dell'Illinois per numero di abitanti, preceduta da Chicago, Aurora, Rockford e Joliet.